# نفتكامسك
نفتكامسك (بالروسية: Нефтекамск) هي إحدى مدن روسيا في الكيان الفدرالي الروسي باشكورتوستان.